# Best of 061122-071122
 (novembre 2023).
Si vous disposez d'ouvrages ou d'articles de référence ou si vous connaissez des sites web de qualité traitant du thème abordé ici, merci de compléter l'article en donnant les références utiles à sa vérifiabilité et en les liant à la section « Notes et références ».
Pour les articles homonymes, voir Best of.
Albums de Miss Li
Songs of a Rag Doll
(2007) Dancing the Whole Way Home
(2009)
Best of 061122-071122 est le quatrième album de la chanteuse suédoise Miss Li. Il est sorti en 2007.

## Liste des titres

### Disque 1
1. Oh Boy (3:18)
2. Let Her Go (2:19)
3. I'm Sorry, He's Mine (2:55)
4. Gotta Leave My Troubles Behind (2:27)
5. Why Don't You Love Me (3:06)
6. High on You (3:05)
7. Kings & Queens (2:13)
8. Seems Like We Lost It (2:58)
9. Leave My Man Alone (4:23)
10. Ba Ba Ba (3:08)
11. Miss Li (4:23)

### Disque 2
1. I Can't Give You Anything (2:48)
2. It Was a Partynight (3:10)
3. Like a Holiday (3:12)
4. Not the One I Need (3:10)
5. I Thought I Knew You (2:43)
6. Take Me Back (3:42)
7. Good Morning (1:47)
8. Upside Down (1:30)